# 塔齊布
塔齐布（穆麟德轉寫：Tacibu；1816年—1855年），字智亭，陶佳氏，满洲镶黄旗人，早年以护军身份擢为侍卫。此后，被外放至湖南担任游击。在此期间，塔齐布的军事才能被曾国藩发现，因此开始展露头角。在曾国藩的推荐下，塔齐布参与了湘军的组建，成为曾国藩的左右手。在与太平天国的战争中，塔齐布率部连克太平军于湘潭、岳州、武昌等地，因功晋升湖南提督、获授予喀屯巴图鲁勇号、骑都尉世职。不久，武昌复失于太平军之手，在清军着手反击、攻打九江前夕，塔齐布因积劳成疾病死于大营，清廷追赠三等轻车都尉世职。
史书描述塔齐布“忠勇绝伦”、“智勇双全”，左臂刺有“忠心报国”四字，能与士卒同甘共苦，闲暇之余常与众将士聊家事，每念及老母时则泣下。塔齐布作战时背负枪、手持弓矢，有亲兵二人持长矛、套马竿相随，皆精准无虚发之人。塔齐布每战必匹马当先，友军被围则必救，在湘军中与儒将罗泽南并称“塔罗”。在清末八旗子弟不堪为用的大环境下，塔齐布与乌兰泰、多隆阿、都兴阿、舒保等同为当时仅有的几位知兵善战的旗人将领。

## 生平

### 崭露头角

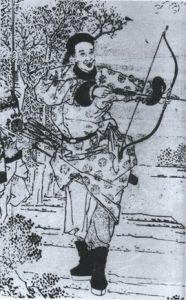
塔齊布像

塔齐布出身于京旗外三营之一的火器营，早年任鸟枪护军，后被提拔为三等侍卫。咸丰初年，塔齐布被挑选外放湖南绿营，任官都司，兼任抚标左营守备。不久以长沙守城之功升为游击，担任中军参将。当时恰逢曾国藩在湖南老家招募乡兵，每月都会调遣官兵进行训练。每次校阅之时，塔齐布均在旁陪同。曾国藩与其论及军事，对他的才干颇为诧异，曾国藩测验其所辖部队，发现特别精干整齐。此举遭致副将清德的嫉妒，他唆使提督鲍起豹对塔齐布进行羞辱。曾国藩上书罢免清德，并推荐塔齐布，称其“忠勇可大用，如将来出战不力，甘与同罪。”塔齐布因此晋为副将衔，兼领练军。巡抚张亮基也特荐塔齐布担任副将。

### 湘潭成名
咸丰三年（1853年），塔齐布剿平茶陵、安化土匪，获赐花翎。咸丰四年（1854年），率所部进剿太平军。但行至至湖北通城、崇阳的时候，太平军自岳州而上，塔齐布奉命驰援宁乡。当援军还在路上的时候，湘潭也被太平军攻克，于是塔齐布改援湘潭。援军长驱直入，在高岭与太平军遭遇，塔齐布手持大旗冲锋陷阵，带领所部向敌军发动攻击，塔齐布斩杀敌军头目数人，追太平军至城下。次日，太平军主力从城内杀出，塔齐布在山的两边设伏，先炮毙敌军百余人，然后伏兵掩杀，太平军大败。清军水师在战斗中焚毁敌军战船，太平军只好弃城而走，清军用了六日将湘潭收复。当时曾国藩刚刚被太平军击败于靖港，长沙因此震动，凭借湘潭之胜，才将人心稳定下来。捷报传至京师，塔齐布获加总兵衔，赐号喀屯巴图鲁。同时，诏书申斥湖南提督鲍起豹畏战不出，并将其罢官，旋即破格提拔塔齐布代理湖南提督，不久后转正。先前，塔齐布所部士卒与湖南提督标兵常有摩擦，塔齐布新官上任，遍赏标兵，以示不计前嫌，标兵因此欢欣鼓舞。同时，他们看到塔齐布靠军功仅三年便从都司升至提督，莫不惊服，军队的士气也顿时得到了振奋。

### 转战各地

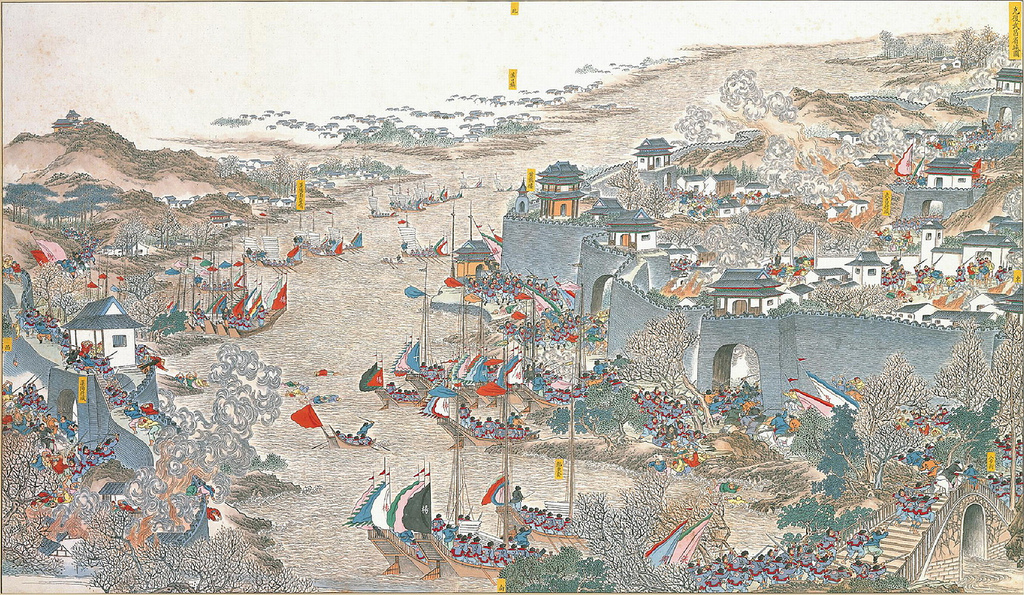
武昌之战

太平军自湘潭之战后，退至岳州，败部分兵攻陷常州、澧州。塔齐布率领援军赶赴新墙，与罗泽南合兵，连同水师攻岳州，七月，攻克岳州城。太平军退至城陵矶，军势依然庞大，曾国藩亲率新招募的水师也出师不利。次日，太平军由城陵矶弃船登岸踞险以守，清军三路进击，塔齐布匹马陷阵，士卒皆勇猛冲杀，击破太平军中路，太平军试图包抄，清军愈战愈勇，太平军不敌而走，塔齐布追至擂鼓台，杀敌八百，落水者无数。塔齐布与罗泽南合力攻敌，一日三捷。水师乘胜进剿，将岳州太平军击退。在岳州之战，塔齐布与太平天国丞相曾天养遭遇，健卒黄明魁将曾天养刺落马下，塔齐布顺势杀之。然而，先前水师烧毁曾天养坐船，已按歼毙报功。塔齐布不想争功，因此最终没有将此事上报。
闰七月，塔齐布连同罗泽南、李续宾进逼高桥，与两万太平天国守军对垒。塔齐布率先冲入，其余各路继之，时逢大雨，太平军的大炮无法点燃，清军连破太平军营垒十三座，歼灭并打散数千太平军。水师配合陆上进攻，对敌军分路剿杀，太平军败走，清军追击二百馀里，连破败军于羊楼峒、崇阳，收复咸宁。曾国籓抵达金口，命令罗泽南攻花园，塔齐布攻洪山。八月，武昌太平军败走，塔齐布根据地形设立埋伏夹击太平军，太平军被逼至湖边无路可走，溺毙者达八九千人，武昌、汉口同时被清廷收复，并顺势攻克大冶。
十月，塔齐布与罗泽南会攻田家镇，罗泽南主攻半壁山，塔齐布屯兵富池口，中间有小河相隔，两军作浮桥以互通。太平军以万人来争，罗泽南率李续宾与之奋战，塔齐布则隔港对击。太平军又从田家镇渡江攻击富池口营垒，被塔齐布迎击败之。塔齐布、罗泽南等与水师约期进攻，杨载福、彭玉麟分队摧毁太平军横江铁锁，陆上部队从半壁山一涌而至，双方鏖战一昼夜，太平军弃垒而走，清军攻克田家镇、蕲州。塔齐布获赐黄马褂，予骑都尉世职。
此后，塔齐布与罗泽南渡江至莲花桥，遭遇太平军埋伏，先锋部队被阻，塔齐布阵斩太平军头目，追击五十里，将广济攻克。太平军将领秦日纲、陈玉成、罗大纲守黄梅，并部署数万兵力于小池口、孔垅驿、大河埔、龙头寨等处。塔齐布抵达双城驿，遭遇太平军袭击，清军自高处而下，击败太平军，再败大河埔太平军援兵，杀敌三千余。清军进攻黄梅，双方肉搏。塔齐布被飞石击中，流血被面，仍坚持督战，最终攻克黄梅城。清军趁势追击，塔齐布由西南而进，再破孔垅驿。太平军败守小池口，又分兵奔湖口，与九江守军互成犄角之势。曾国籓率水师抵达九江，令塔齐布、罗泽南渡江会攻。十二月，塔齐布攻九江西南门不克，塔部骁将童添元战死。恰逢水师也被太平军袭击，损失部分辎重。罗泽南攻小池口，塔齐布亲率二十勇者前往督战，清军寡不敌众，塔齐布且战且退，为诸营掩护。有黄衣太平军三人迎面袭来，塔齐布以套马竿圈一人斩之，夺其马，余者退散，待清军大队沿江而上，塔齐布遂单骑渡江回营，当时已除夕三鼓。

### 病逝九江
咸丰五年（1855年）正月，塔齐布击败出城进攻之九江太平军，杀敌二百余，又设置地雷诱杀太平军，虽连战连捷，但始终无法攻克九江城。三月，湖广总督杨霈被太平军击败，清廷再次丢失武昌，塔齐布只得分兵遣将回援。当时水师一半停留在鄱阳湖，一半回到湖北，陆师留攻九江，势单力薄，因此太平天国守军之抵抗也越发激烈。六月，塔齐布与曾国藩在青山会议军事，曾国藩建议塔齐布应当移师东渡，攻打湖口、东流、建德，但塔齐布立誓攻克九江。然而，次月，当攻城军令传来之时，塔齐布却因劳累死于军中，时年三十九，曾国藩对塔齐布之死非常痛惜。消息传至北京，咸丰帝下诏按照将军等级抚恤，并在湖南省城建专祠，赐谥忠武。同治三年（1864年），太平天国灭亡，清廷加封塔齐布三等轻车都尉世职，入祀昭忠祠。
塔齐布死后归葬火器营。民国初年，某父辈曾受过塔齐布提拔之大员找到其后人，对塔齐布坟墓进行了修缮。

## 延伸阅读
[在维基数据编辑]
 《清史稿·卷409》，出自趙爾巽《清史稿》
 在维基共享资源阅览影像